# Suuri-Urpalo
Suuri-Urpalo eller Suur Urpalonjärvi är en sjö i Finland. Den ligger i kommunen Luumäki i landskapet Södra Karelen, i den södra delen av landet, 180 km nordost om huvudstaden Helsingfors. Suuri-Urpalo ligger 60,2 meter över havet. Arean är 3,48 kvadratkilometer och strandlinjen är 21,21 kilometer lång. Sjön  ingår i Urpalanjokis huvudavrinningsområde.   I omgivningarna runt Suuri-Urpalo växer i huvudsak barrskog. Den sträcker sig 4,3 kilometer i nord-sydlig riktning, och 2,5 kilometer i öst-västlig riktning.
I övrigt finns följande i Suuri-Urpalo:
- Kielosaari (en ö)
- Räätälinsaari (en ö)
- Kaijatsaari (en ö)
- Lamposaari (en ö)
- Juntonsaari (en ö)